# Eurobono
Un eurobono, bono externo o euroobligación es un bono internacional que está denominado en una moneda que no es nativa del país en el que se emite. Puede clasificarse según la moneda en la que se emita. Londres es uno de los centros del mercado de eurobonos, siendo Luxemburgo el principal centro de cotización de estos instrumentos. Los eurobonos pueden negociarse en centros financieros de todo el mundo, por ejemplo en Singapur o Tokio.
Los eurobonos llevan el nombre de la moneda en la que están denominados. Por ejemplo, los bonos Euroyen y Eurodólar están denominados en yenes japoneses y dólares estadounidenses, respectivamente. Los eurobonos estaban originalmente en forma de bonos al portador, pagaderos al portador y también estaban exentos de retención fiscal. El banco pagaba al titular del cupón los intereses adeudados. Por lo general, no se conservan registros oficiales.
Los primeros eurobonos fueron emitidos en 1963 por la red italiana de autopistas Autostrade, que emitió 60000 bonos al portador por un valor de 250 dólares cada uno, por un préstamo a quince años de 15 millones, pagando un bono cupón anual del 5,5 %. La emisión fue organizada por el banco londinense S. G. Warburg & Co. y cotizaba en la Bolsa de Luxemburgo. Allen & Overy, uno de los bufetes de abogados del Círculo Mágico de Londres, realizaron la transacción. Su concepción fue en gran medida una reacción contra la imposición del Impuesto de Nivelación de Intereses en los Estados Unidos. El objetivo del impuesto era reducir el déficit de la balanza de pagos de los Estados Unidos mediante la reducción de la demanda estadounidense de valores extranjeros. Los estadounidenses podrían eludir el costoso impuesto y los europeos podrían mantener el acceso abierto al capital estadounidense.
La mayoría de los eurobonos se emiten en forma "electrónica" en lugar de física. Los bonos se mantienen y se negocian en uno de los sistemas de compensación (Euroclear y Clearstream son los más comunes). Los cupones se pagan electrónicamente a través de los sistemas de compensación al titular del eurobono (o a su cuenta nominal).